# Luzker Bruderschaft

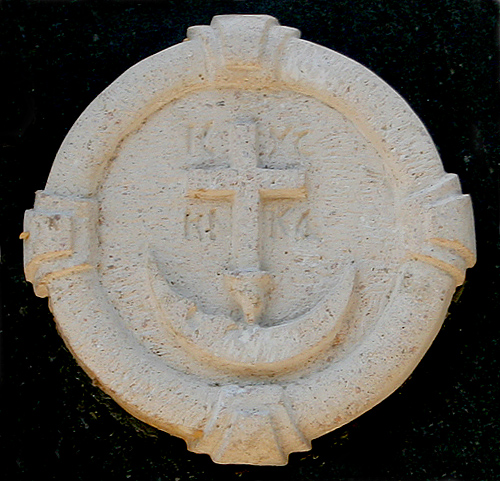
Sigel der Bruderschaft (Rekonstruktion)

Die Bruderschaft der Erhöhung des Wahren Kreuzes des Herrn (ukrainisch Луцьке братство Воздвиження Чесного і Животворного Хреста Господнього) war eine orthodoxe Gemeinschaft in Luzk in der heutigen Ukraine. Sie bestand von 1617 bis 1713 und von 1871 bis 1944.

## Geschichte

### 1617 bis 1713
1617 wurde die Bruderschaft von Adligen, Geistlichen und Bürgern in Łuck im damaligen Königreich Polen-Litauen gegründet. Sie sollte die orthodoxen Gläubigen unterstützen, nachdem die Eparchie Łuck 1596 zur unierten griechisch-katholischen Kirche übergetreten war und fast alle Kirchengebäude und Klöster in die neue Kirche überführt worden waren.
1619 stellte König Sigismund III. ein Privileg aus, das ihre Rechte und Besitzungen bestätigte. Die Bruderschaft betrieb ein Hospital und eine Schule für Jungen aus begüterten und mittellosen Familien.
Die Bruderschaft war eingeteilt in ältere Brüder aus dem Adel und der Geistlichkeit und jüngeren Brüdern aus dem Bürgertum und wurde durch einen Igumen geleitet.
1620 bestätigte Patriarch Theophanes III. von Jerusalem ihre Rechte und verlieh ihr den Status eines Stauropegion, das sie direkt dem Patriarchat von Konstantinopel unterstellte.
1631 wurde eine steinerne Kreuzerhöhungskirche errichtet. Um 1635 wurde eine Druckerei gegründet, die allerdings nur einen einzigen Buchdruck, ein Apostolar und Evangeliar, herstellte.
1641 bekam das Hospital ein Gebäude aus Stein, 1647 wurde ein zweigeschossiger Gebäudekomplex mit Hospital, Schule, Zellen und der Kirche fertiggestellt.
Um 1613 trat das Kloster der unierten Kirche bei und wurde an den Basilianerorden übergeben, die Bruderschaft wurde aufgelöst.

### 1871 bis 1944
1871 wurde die orthodoxe Bruderschaft im nun russischen Luzk wiedergegründet. 1890 hatte sie 79 Mitglieder.
Seit 1920 existierte sie unter polnischer Herrschaft ohne Statut. Sie war ein Zentrum des ukrainischen Nationalbewusstseins. 1931 wurde sie aufgelöst und 1935 wiedergegründet, allerdings ohne die Rechte an den ehemaligen Besitzungen.
1944 wurde die Bruderschaft nach der Eroberung der Stadt durch die Rote Armee aufgelöst.

### Seit 1990
1990 wurde die Gemeinschaft als Bruderschaft des Erstberufenen Andreas neu gegründet.
Der Baukomplex Luzker Bruderschaft wurde restauriert und ist heute architektonisches Denkmal.